# Алберто Аскари
Алберто Аскари (итал. Alberto Ascari; 1918–1955) је био италијански возач Формуле 1 и двоструки светски шампион.

## Биографија
Алберто Аскари је рођен 13. јула 1918. године у Милану.
Своју прву победу у Формула 1 шампионату остварио је 1951. на ВН Немачке.
Титуле светског шампиона је освајао 1952. и 1953. године возећи за Ферари.Двоструки је шампион Формуле 1, једини Италијан двоструки шампион и једини Италијан који је титулу освојио са Фераријем.
У првој сезони званичног шампионата Формуле 1, 1950. године, Аскари је био у тиму Ферарија са Виљоресијем и популарним француским возачем Рејмонд Сомеом. Аскари је у Ферари дошао на инсистирање оснивача и власника тима, Енцо Ферарија, који је био велики пријатељ његовог оца Антониа.
Погинуо је у Монци 26. маја 1955. године.

## Рани живот
Рођен у Милану, Алберто Аскари је био син Антонија Аскарија, талентоване звезде Гранд Прик аутомобилских трка из 1920-их, који је тркао Алфа Ромео. Две недеље пре Аскаријевог седмог рођендана, његов отац је убијен док је био на челу велике награде Француске 1925. на Аутодрому де Линас-Монтлери. Млађи Аскари је имао интересовање за трке упркос томе, а касније је постао доминантан у тркама Гранд Прија као ниједан други пре њега. Његова страст да постане тркач попут оца била је толика да је два пута побегао из школе и продао школске књиге да би финансирао своје трке. Аскари се тркао на мотоциклима у својим ранијим годинама. Са 19 година потписао је уговор да вози за тим Бианчи. Године 1940, након што је ушао у престижни Миле Миглија који је испоручио очев близак пријатељ Енцо Ферари, Аскари је коначно почео редовно да се трка на четири точка. У једном интервјуу, он је чувено рекао: "Покоравам се само једној страсти, тркама. Не бих знао како да живим без тога."
Године 1940. Аскари се оженио локалном девојком. Када је Италија ушла у Други светски рат, породична гаража, коју је до сада водио Аскари, била је регрутована да сервисира и одржава возила италијанске војске. Током овог периода, он и његов партнер тркачки возач Луиђи Вилорези основали су уносан транспортни посао, снабдевајући горивом војна складишта у Северној Африци. Пар је преживео брод на којем су били и који је превозио камионе који се преврнуо у луци Триполи. Пошто је њихов посао подржавао италијанске ратне напоре, то их је учинило изузетим од позива на војну службу током рата.